# L'any del diluvi
L'any del diluvi (títol original en castellà, El año del diluvio) és una pel·lícula espanyola dirigida per Jaime Chávarri el 2004, i protagonitzada per Darío Grandinetti, Fanny Ardant, Ginés García Millán, Pepa López, Francesc Orella, Eloy Azorín, Rosa Novell i Francis Lorenzo. El guió de la pel·lícula està basat en la novel·la homònima d'Eduardo Mendoza de 1992, va ser guanyadora de la III Edició del Premi de les lectores de la revista Elle i ambientat en la postguerra de la guerra civil espanyola. Ha estat doblada al català i emesa per TV3 el 2 de desembre de 2006.

## Sinopsi
Sor Consuelo (Fanny Ardant) és la superiora d'un hospital d'un orde de religioses dedicades a la medicina caritativa. Un dels seus projectes és transformar l'atrotinat i gairebé inútil hospital del poble en un modern asil d'ancians dotat de les últimes infraestructures. Però per a dur-ho a terme necessita finançament. És llavors quan la decidida monja pren la determinació de visitar a un ric terratinent anomenat Augusto Aixelá (Darío Grandinetti). A aquest senyoret de camp amb fama de faldiller li fa gràcia la determinació i ambició de la Superiora, i decideix ajudar-la advocant pel seu projecte en els alts cercles del govern que freqüenta a Madrid. És així com Sor Consuelo inicia una relació econòmica prometedora amb Aixelá. Però les seves contínues trobades provoquen una proximitat que acabarà derivant en una atracció passional i tempestuosa el record de la qual perdurarà fins al final dels seus dies.

## Repartiment
- Fanny Ardant: germana Consuelo
- Darío Grandinetti: Aixelá,
- Ginés García Millán: Balaguer
- Eloy Azorín: Bartolo
- Pepa López: María
- Francesc Orella: Cabo Lastre
- Sandra De Falco: monja
- Rosa Novell: monja
- Francis Lorenzo: Moisés
- Miquel Gelabert: Boix
- Quim Armengol: defector
- Fina Rius: germana Jacoba

## Nominacions
XIX Premis Goya
- Nominada al Goya al millor guió adaptat

Medalles del Cercle d'Escriptors Cinematogràfics de 2004
- Nominada a la Medalla al millor guió adaptat